# Копринена фабрика „Бенузилио“
Копринената фабрика „Бенузилио“ (на гръцки: Μεταξουργείο Μπενουζίλιο, катаревуса Μεταξουργείον Μπενουζίλιον) е историческа сграда в Солун, Гърция. Сградата е един от най-забележителните примери за традиционна архитектура в града.

## Местоположение
Сградата е разположена в югоизточното предградие Пилеа (Капуджилар).

## История
Сградата вероятно е построена преди 1886 година като керамична пещ от семейство Алатини. През 1919-1920 година е купена е от евреина Леви Бенузилио и е превърната във фабрика за брави, където работят много бежанци, предимно деца. По-късно е превърната във фабрика за коприна, която оцелява, тъй като получава поръчки от текстилната индустрия. Дъщерята на Леви Бенузилио, Лили в 1976 година я продава на настоящите собственици братя Мухас. В 1988 година трите стари сгради на фабриката са обявени за исторически паметници.

## Архитектура
Комплексът се състои от оригиналната, двуетажна издължена сграда и различни последващи допълнения в непосредствена близост до нея. Също в покрайнините на фабриката има друга двуетажна сграда, с квадратен план, която е в руини, както и доменна пещ, оцеляла на половината от оригиналната си височина. Оригиналната сграда и продълговата пристройка с четирискатен покрив са запазени в относително добро състояние, дължащо се на каменната зидария и забележителните чугунени колони, които са характерни и за още няколко сгради в града.